# Arc étrusque de Pérouse
L'arc étrusque, dit aussi d'Auguste, est l'une des sept portes des murailles étrusques de Pérouse en Ombrie.

## Histoire
La porte est construite dans la seconde moitié du IIIe siècle et restructurée par Auguste en 40, après sa victoire dans la « guerre de Pérouse ». Elle représente la plus complète et monumentale des portes étrusques in situ et elle s'ouvre sur le cardo maximus de la cité, correspondant à l'actuelle via Ulisse Rocchi.

## Description
L'arc est constitué par une façade à une seule arcade et de deux donjons trapézoïdaux. Sur l'arc (à deux rangées concentriques) est placée une frise ornée de métopes avec des boucliers ronds et des triglyphes ; au-dessus une arche plus petite entre deux pilastres. La rangée interne porte l'inscription Augusta Perusia, qui est le nom de la cité après sa reconstruction en 40 ; dans la rangée extérieure, l'inscription Colonia Vibia est gravée pour témoigner le ius coloniæ reçu de Trébonien Galle.
La loggia sur la tour de gauche a été ajoutée au XVIe siècle, pendant que la fontaine au pied de la même tour a été aménagée en 1621. En face de l'arc s'élève le Palazzo Gallenga Stuart, siège de l'Université pour étrangers de Pérouse.

## Sources
- (it) Cet article est partiellement ou en totalité issu de l’article de Wikipédia en italien intitulé « Arco Etrusco » (voir la liste des auteurs).